# Chalkédón
Chalkédón (řecky Χαλκηδών nebo Καλχηδών, v češtině též jako Kalchédón, Chalkedon či Chalcedon) je starověké přístavní město v Bíthýnii v Malé Asii, téměř naproti Byzantiu, na jih od Scutari.

## Historie
Archeologické doklady osídlení pocházejí již z pravěku. Ve starověku byl Chalkedon megarskou kolonií, založenou na místě o tolik horším než Byzantium na opačném břehu, že byl ve věštbě označen jako „město slepých“ (caecorum oppidum, Plinius Starší). Ve svých raných dějinách těžil z bohatství námořního obchodu Byzantia. Kolem roku 513 př. n. l. byl dobyt satrapou Otanem a dlouho kolísal mezi spartskými a athénskými zájmy. V době helénské jej pergamský král Attalos III. odkázal roku 133 př. n. l. Římanům.
Město téměř zničil pontský král Mithridatés VI., avšak během doby císařské se opět vzmohlo a vyrostlo v něm mnoho nových veřejných staveb. Tento rozkvět ukončily ve 3. století n. l. vpády Gótů do Malé Asie, jež místním způsobily značné škody. Další pohroma pak přišla o sto let později, kdy bylo město vypleněno vojsky císaře Valenta za podpory uzurpátora Procopia. Ze sutin budov nechal Valens postavit akvadukt v Konstantinopoli.
Svůj význam si Chalkedon přesto podržel až do konce starověku. Již za císaře Diokleciána se zde zformovala křesťanská komunita, symbolem jejího odporu proti Římanům byla mučednická smrt svaté Eufémie. Roku 451 město hostilo čtvrtý ekumenický koncil. V letech 616–626 ho drželi Peršané, kteří se za krále Husrava II. pokoušeli dobýt Konstantinopol. Od těch dob nastal pomalý úpadek, provázený rozpadem antických staveb. Osmanští Turci použili materiál z rumiště na výstavbu Istanbulu.
Od konce 19. století se prostor antického města nazývá Kadıköy a je jednou z místních částí tureckého Istanbulu.

## Památky
- na jihu zříceniny Pantateichia (turecky Pendik), kde měl údajně dožít svůj život byzantský vojevůdce Belisar.
- Kostel sv. Eufémie řecké ortodoxní církve, stojí na byzantských základech baziliky ze 4. století, přestavěn v pozdním středověku a v 19. století

Od názvu města je odvozen též název minerálu chalcedonu.

## Osobnosti
- Dionýsios z Chalkedonu, filozof
- Svatá Eufémie z Chalkédónu, křesťanská mučednice
- Hypatios z Bithýnie, opat
- Xenokratés (398 př. n. l.– 314 př. n. l.), filozof, žák Platónův